# براهیما دوکانسی
براهیما دوکانسی (انگلیسی: Brahima Doukansy؛ زادهٔ ۲۱ اوت ۱۹۹۹) بازیکن فوتبال است.